# Lagerkreis
Der Lagerkreis war eine festgelegte Ordnung für den Aufbau der Tipis im Sommerlager der Indianerstämme auf den Großen Ebenen in Nordamerika. Jede lokale Gruppe und Familie hatte ihren festen Platz in der kreisförmigen Anordnung der Tipis. Der Lagerkreis bestand zumeist aus einem nach Osten offenen C-förmigen Ring. Er konnte bei 1.000 Tipis und bis zu vier Reihen Tiefe durchaus einen Durchmesser von zwei Kilometern erreichen.
In der matrilinearen Kultur der Sioux waren die Frauen die Oberhäupter der Familien und Besitzer der Tipis. Diese wurden in der Reihenfolge ihres Einzugs in den Lagerkreis errichtet, den man Wico-ti nannte. Am östlichen Eingang befanden sich auf beiden Seiten die Ehrenplätze, die den verdienstvollsten Kriegern vorbehalten waren. Der höchste Ehrenplatz befand sich allerdings in der Mitte des Lagerkreises, gegenüber dem Eingang im Osten, und gehörte dem Führer, dem Wicasa Itancan, des Lagers. Stammesangehörige, die sich eines Vergehens schuldig gemacht hatten, mussten außerhalb des Lagerkreises ihr Tipi errichten.
Jeder Bewohner des Lagerkreises konnte ihn verlassen oder wieder betreten. Allerdings gab es eine Ausnahme. Eine größere Gruppe musste das Lager durch den Haupteingang betreten, anderenfalls wurde es als Angriff auf das Dorf angesehen.